# جوناثان يوهانسون (لاعب هوكي الجليد)
جوناثان يوهانسون (بالسويدية: Jonathan Johansson)‏ هو لاعب هوكي الجليد سويدي، ولد في 30 يونيو 1991 في غوتنبرغ في السويد.

## وصلات خارجية
- جوناثان يوهانسون على موقع دوري الهوكي الوطني (الإنجليزية)
- جوناثان يوهانسون على موقع EliteProspects.com (الإنجليزية)
- جوناثان يوهانسون على موقع HockeyDB.com (الإنجليزية)